# Traité de paix sino-tibétain de 783
Pour les articles homonymes, voir Traité sino-tibétain.
Le Traité de paix sino-tibétain de 783 ou Traité de Ch'ing-shui, est un traité de paix négocié en 783 entre l'Empire chinois de la Dynastie Tang, gouverné par Tang Dezong et l'Empire du Tibet gouverné par Trisong Detsen, donnant à ce dernier toutes les terres de la région du Kokonor qui correspond à l'actuel lac Qinghai. Le traité est célébré à Qingshui
À la suite de nouvelles provocations, un nouveau traité de paix sera signé en 822 entre les deux empires.

## Historique

### Contexte
Sous le règne de l'Empereur du Tibet, Trisong Detsen (740 — 797), les Tibétains envahirent la capitale de la Chine Chang'an en 763. L'empereur chinois Daizong de la dynastie Tang s'étant enfui, les Tibétains nommèrent un nouvel empereur.
Trisong Detsen a ensuite cherché à s’étendre vers l’ouest, atteignant la rivière Oxus et menaçant le calife arabe, Haroun ar-Rachid. Le Calife fut suffisamment concerné pour établir une alliance avec l’empereur de Chine. Durant le reste de son règne, le roi fut occupé par les guerres avec les arabes à l’ouest, et leva la pression sur ses adversaires chinois à l’est et au nord, jusqu’à la fin de son règne en 797.

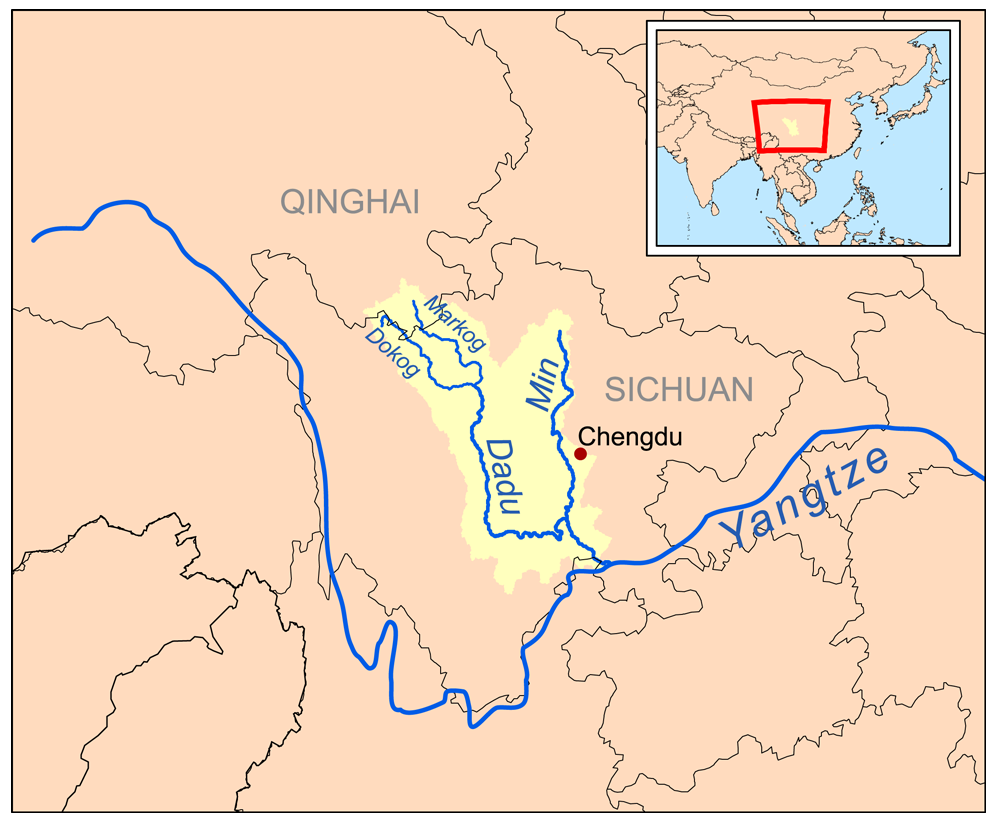
Carte du bassin versant des rivières Min et Tatu.

### Traité de paix
Le traité de paix sino-tibétain fut signé en 783 dans l'actuel Xian de Qingshui privant la Chine des territoires à l'ouest de la rivière Tatu. Il n'empêcha pas les hostilités entre la Chine et l'Empire tibétain de reprendre trois ans plus tard.